# Кенкоку-Мару (3377)
Кенкоку-Мару (3377) — транспортне судно, яке під час Другої світової війни брало участь у операціях японських збройних сил на Тихому океані.  
Судно спорудили в 1938 році для компанії Nisshin Kaiun Shokai. За одними даними, воно мало тоннаж 3127 GRT, за іншими – 3377 GRT.  
14 квітня 1942-го «Кенкоку-Мару» разом зі ще 31 транспортом вийшло з Сінгапуру в межах операції з доставки військових контингентів до Бірми (Третій бірманський конвой). 19 квітня конвой досягнув Рангуну.
13 жовтня 1943-го судно перебувало за пів сотні кілометрів на захід від порту Амбон, де було перехоплене та потоплене американським підводним човном USS Rasher.